# Rajd Alpejski 1959
Rajd Alpejski 1959 (20. Critérium International de la Montagne - Coupe des Alpes) – 20 edycja rajdu samochodowego Rajd Alpejski rozgrywanego we Francji od 23 do 30 czerwca 1959 roku. Była to szósta runda Rajdowych Mistrzostw Europy w roku 1959.

## Wyniki końcowe rajdu
| Miejsce                      | Kierowca                     | Pilot                        | Samochód                     | Punkty                       | Strata                       |                              |
| Klasyfikacja generalna i ERC | Klasyfikacja generalna i ERC | Klasyfikacja generalna i ERC | Klasyfikacja generalna i ERC | Klasyfikacja generalna i ERC | Klasyfikacja generalna i ERC | Klasyfikacja generalna i ERC |
| ---------------------------- | ---------------------------- | ---------------------------- | ---------------------------- | ---------------------------- | ---------------------------- | ---------------------------- |
| 1.                           | Paul Condriller              | Georges Robin                | Renault Dauphine             |                              | –                            |                              |
| 2.                           | Hermann Kühne                | Hans Wencher                 | Auto Union 1000              |                              |                              |                              |
| 3.                           | Paddy Hopkirk                | Jack Scott                   | Sunbeam Rapier               |                              |                              |                              |
| 4.                           | Rey Jacques                  | André Guilhaudin             | D.B. HBR4                    |                              |                              |                              |
| 5.                           | Peter Riley                  | Alex Pitts                   | Ford Zephyr                  |                              |                              |                              |
| 6.                           | Peter Jopp                   | Les Leston                   | Sunbeam Rapier               |                              |                              |                              |
| 7.                           | Cuth Harrison                | John Harrison                | Ford Zephyr                  |                              |                              |                              |
| 8.                           | Edward Harrison              | William Fleetwood            | Ford Zephyr                  |                              |                              |                              |
| 9.                           | Ian Lewis                    | Tony Nash                    | Triumph Herald               |                              |                              |                              |
| 10.                          | Maurice Gatsonides           | Henk Steunering              | Jaguar Mk1 3.4               |                              |                              |                              |